# فهرست استانداران ایران در دولت نهم
این نوشتار، فهرست استانداران ایران در دولت نهم (۱۳۸۸–۱۳۸۴) به ریاست‌جمهوری محمود احمدی‌نژاد است.

## فهرست
| استان               | استاندار | استاندار                   | آغاز تصدی        | پایان تصدی       | منبع          |
| ------------------- | -------- | -------------------------- | ---------------- | ---------------- | ------------- |
| آذربایجان شرقی      |          | محمدکاظم معمارزاده         | ۴ آبان ۱۳۸۴      | ۱۷ شهریور ۱۳۸۷   | [ ۱ ] [ ۲ ]   |
| آذربایجان شرقی      |          | محمدرضا اشرف‌نیا سرپرست     | ۱۷ شهریور ۱۳۸۷   | ۲۴ شهریور ۱۳۸۷   | [ ۲ ]         |
| آذربایجان شرقی      |          | احمد علیرضابیگی            | ۲۴ شهریور ۱۳۸۷   | در دولت بعدی     | [ ۳ ]         |
| آذربایجان غربی      |          | رحیم قربانی                | ۱۷ مهر ۱۳۸۴      | ۲۹ مهر ۱۳۸۸      | [ ۴ ] [ ۵ ]   |
| اردبیل              |          | علی نیکزاد                 | ۴ آبان ۱۳۸۴      | ۱ دی ۱۳۸۷        | [ ۶ ] [ ۷ ]   |
| اردبیل              |          | منصور حقیقت‌پور             | ۱ دی ۱۳۸۷        | در دولت بعدی     | [ ۸ ]         |
| اصفهان              |          | سید مرتضی بختیاری          | ۱۷ مهر ۱۳۸۴      | ۱۲ شهریور ۱۳۸۸   | [ ۹ ] [ ۱۰ ]  |
| ایلام               |          | علی‌محمد آزاد               | ۶ آذر ۱۳۸۴       | ۹ تیر ۱۳۸۷       | [ ۱۱ ]        |
| ایلام               |          | میر محمد غراوی             | ۹ تیر ۱۳۸۷       | ۲۱ مهر ۱۳۸۸      | [ ۱۲ ] [ ۱۳ ] |
| بوشهر               |          | علی افراشته                | ۴ آبان ۱۳۸۴      | ۱۰ تیر ۱۳۸۷      | [ ۱۴ ] [ ۱۵ ] |
| بوشهر               |          | حسین هاشمی تختی سرپرست     | ۱۰ تیر ۱۳۸۷      | ۲۳ تیر ۱۳۸۷      | [ ۱۵ ]        |
| بوشهر               |          | ابوطالب شفقت               | ۲۳ تیر ۱۳۸۷      | در دولت بعدی     | [ ۱۶ ]        |
| تهران               |          | کامران دانشجو              | ۲۰ شهریور ۱۳۸۴   | ۱۴ مهر ۱۳۸۷      | [ ۱۷ ]        |
| تهران               |          | مرتضی تمدن                 | ۱۴ مهر ۱۳۸۷      | در دولت بعدی     | [ ۱۸ ]        |
| چهارمحال و بختیاری  |          | رجبعلی صادقی               | ۱۷ مهر ۱۳۸۴      | در دولت بعدی     | [ ۱۹ ]        |
| خراسان جنوبی        |          | سید صولت مرتضوی            | ۳ مهر ۱۳۸۴       | ۱۴ مهر ۱۳۸۸      | [ ۲۰ ] [ ۲۱ ] |
| خراسان رضوی         |          | محمدجواد محمدی‌زاده         | ۶ مهر ۱۳۸۴       | ۹ شهریور ۱۳۸۸    | [ ۲۲ ] [ ۲۳ ] |
| خراسان شمالی        |          | بهروز همتی                 | ۱۶ بهمن ۱۳۸۴     | ۲۰ تیر ۱۳۸۶      | [ ۲۴ ] [ ۲۵ ] |
| خراسان شمالی        |          | غلام‌حسن بشارتی سرپرست      | ۲۵ تیر ۱۳۸۶      | ۱۸ شهریور ۱۳۸۶   | [ ۲۵ ]        |
| خراسان شمالی        |          | محمدمهدی مروج‌الشریعه       | ۱۸ شهریور ۱۳۸۶   | مهر ۱۳۸۶         | [ ۲۶ ]        |
| خراسان شمالی        |          | غلام‌حسن بشارتی سرپرست      | مهر ۱۳۸۶         | مهر ۱۳۸۶         |               |
| خراسان شمالی        |          | محمدحسین جهانبخش           | ۲۵ مهر ۱۳۸۶      | در دولت بعدی     | [ ۲۷ ]        |
| خوزستان             |          | امیر حیات‌مقدم              | ۱۳ مهر ۱۳۸۴      | ۲۲ اردیبهشت ۱۳۸۶ | [ ۲۸ ] [ ۲۹ ] |
| خوزستان             |          | علی‌اصغر وحیدی سرپرست       | ۲۲ اردیبهشت ۱۳۸۶ | ۱۳۸۶             | [ ۲۹ ]        |
| خوزستان             |          | سید جعفر حجازی             | ۱۳۸۶             | در دولت بعدی     | [ ۳۰ ]        |
| زنجان               |          | قوام نوذری                 | ۱۷ مهر ۱۳۸۴      | ۲۸ مهر ۱۳۸۷      | [ ۳۱ ]        |
| زنجان               |          | عبدالمحمد رئوفی‌نژاد        | ۲۸ مهر ۱۳۸۷      | در دولت بعدی     | [ ۳۲ ]        |
| سمنان               |          | حمید حاجی‌عبدالوهاب         | از دولت قبلی     | ۱۸ شهریور ۱۳۸۶   | [ ۳۳ ]        |
| سمنان               |          | علی عبداللهی               | ۱۸ شهریور ۱۳۸۶   | ۱۴ مهر ۱۳۸۸      | [ ۳۴ ] [ ۲۱ ] |
| سیستان و بلوچستان   |          | حبیب‌الله دهمرده            | ۲۰ شهریور ۱۳۸۴   | ۱۳ شهریور ۱۳۸۷   | [ ۳۵ ] [ ۳۶ ] |
| سیستان و بلوچستان   |          | علی‌محمد آزاد               | ۱۳ شهریور ۱۳۸۷   | در دولت بعدی     | [ ۳۷ ]        |
| فارس                |          | سید محمدرضا رضازاده        | ۲۷ مهر ۱۳۸۴      | ۲۰ آبان ۱۳۸۸     | [ ۳۸ ] [ ۳۹ ] |
| قزوین               |          | سید احمد نصری              | ۴ آبان ۱۳۸۴      | ۲۴ شهریور ۱۳۸۷   | [ ۴۰ ]        |
| قزوین               |          | سید علی‌اکبر طاهایی         | ۲۴ شهریور ۱۳۸۷   | ۲۴ آبان ۱۳۸۸     | [ ۴۱ ] [ ۴۲ ] |
| قم                  |          | عباس محتاج                 | ۸ آبان ۱۳۸۴      | ۲۷ اسفند ۱۳۸۶    | [ ۴۳ ]        |
| قم                  |          | محمد ناظمی اردکانی         | ۲۷ اسفند ۱۳۸۶    | ۱۲ مهر ۱۳۸۸      | [ ۴۴ ] [ ۴۵ ] |
| کردستان             |          | اسماعیل نجار               | ۸ دی ۱۳۸۴        | در دولت بعدی     | [ ۴۶ ]        |
| کرمان               |          | عبدالمحمد رئوفی‌نژاد        | ۲۳ شهریور ۱۳۸۴   | تیر ۱۳۸۷         | [ ۴۷ ]        |
| کرمان               |          | حبیب‌الله دهمرده            | ۲۳ تیر ۱۳۸۷      | در دولت بعدی     | [ ۴۸ ]        |
| کرمانشاه            |          | مجید غفوری                 | ۲۹ آبان ۱۳۸۴     | ۲۴ آبان ۱۳۸۸     | [ ۴۹ ] [ ۵۰ ] |
| کهگیلویه و بویراحمد |          | سید مسعود حسینی            | ۲۷ مهر ۱۳۸۴      | ۲۰ آذر ۱۳۸۷      | [ ۵۱ ]        |
| کهگیلویه و بویراحمد |          | قوام نوذری                 | ۲۰ آذر ۱۳۸۷      | در دولت بعدی     | [ ۵۲ ]        |
| گلستان              |          | علی‌محمد شاعری              | ۱۵ آبان ۱۳۸۴     | ۷ بهمن ۱۳۸۵      | [ ۵۳ ]        |
| گلستان              |          | رضا انجم شعاع سرپرست       | ۷ بهمن ۱۳۸۵      | ۲ اردیبهشت ۱۳۸۶  | [ ۵۴ ]        |
| گلستان              |          | یحیی محمودزاده             | ۲ اردیبهشت ۱۳۸۶  | ۲۴ آبان ۱۳۸۸     | [ ۵۵ ] [ ۵۶ ] |
| گیلان               |          | علی عبداللهی               | ۲۵ آبان ۱۳۸۴     | ۱۸ شهریور ۱۳۸۶   | [ ۵۷ ]        |
| گیلان               |          | روح‌الله قهرمانی            | ۱۸ شهریور ۱۳۸۶   | در دولت بعدی     | [ ۵۸ ]        |
| لرستان              |          | محمدرضا محسنی ثانی         | ۸ آبان ۱۳۸۴      | ۲ اردیبهشت ۱۳۸۶  | [ ۵۹ ]        |
| لرستان              |          | سید حسین صابری             | ۲ اردیبهشت ۱۳۸۶  | در دولت بعدی     | [ ۶۰ ]        |
| مازندران            |          | ابوطالب شفقت               | ۲۷ آذر ۱۳۸۴      | ۹ تیر ۱۳۸۷       | [ ۶۱ ]        |
| مازندران            |          | سید محمد کریمی             | ۹ تیر ۱۳۸۷       | ۲۰ آبان ۱۳۸۸     | [ ۶۲ ] [ ۶۳ ] |
| مرکزی               |          | عبدالله سهرابی             | ۱۷ مهر ۱۳۸۴      | ۲۳ تیر ۱۳۸۷      | [ ۶۴ ]        |
| مرکزی               |          | علی‌اکبر شعبانی‌فرد          | ۲۳ تیر ۱۳۸۷      | در دولت بعدی     | [ ۶۵ ]        |
| هرمزگان             |          | عبدالرضا شیخ‌الاسلامی       | ۱۳ مهر ۱۳۸۴      | ۲۷ بهمن ۱۳۸۵     | [ ۶۶ ]        |
| هرمزگان             |          | احمد صادقی سرپرست          | اسفند ۱۳۸۵       | اردیبهشت ۱۳۸۶    |               |
| هرمزگان             |          | عبدالعلی صاحب‌محمدی         | ۲ اردیبهشت ۱۳۸۶  | ۱۹ مهر ۱۳۸۸      | [ ۶۷ ] [ ۶۸ ] |
| همدان               |          | بهروز مرادی                | ۸ دی ۱۳۸۴        | ۱۸ بهمن ۱۳۸۸     | [ ۶۹ ] [ ۷۰ ] |
| یزد                 |          | ابوالقاسم عاصی             | ۲۷ مهر ۱۳۸۴      | ۲۷ تیر ۱۳۸۶      | [ ۷۱ ] [ ۷۲ ] |
| یزد                 |          | سید علیرضا نبوی‌زاده سرپرست | ۲۷ تیر ۱۳۸۶      | ۲۸ مرداد ۱۳۸۶    | [ ۷۲ ]        |
| یزد                 |          | محمدرضا فلاح‌زاده           | ۲۸ مرداد ۱۳۸۶    | در دولت بعدی     | [ ۷۳ ]        |